# Три учения
Три учения  (китайский: 三教; пиньин: sān jiào, русский: сань цзяо) — конфуцианство, буддизм и даосизм.  Традиционное название основых составляющих частей китайского религиозного синкретизма.
Конфуцианство, буддизм и даосизм, мирно сосуществуя в Китае на протяжении столетий, в результате образовали единую систему верований, где каждой религиозно-философской концепции отводится своя функциональная ниша, а религиозные доктрины непротиворечиво переплетаются.  
Существовала китайская поговорка: «внешне китаец — конфуцианец, внутри — даос, при смерти — буддист».  Она означала, что в социальной жизни, в этических и семейных вопросах китаец придерживается философии конфунцианства, в бытовом мистицизме он верит в духов и богов даосизма, а в вопросах рождения, смерти и надежды на будущую жизнь  доверяет буддийской религии.   
Термин три учения впервые появляется в период распространения буддизма в Китае, когда новая буддийская доктрина начала вписываться в уже сложившийся синкретизм из конфуцианства, даосизма и других многочисленных традиционных китайских верований. При этом, уже в начале XIII века в Китае существуют религиозные школы в пантеоне которых равное место занимают даосские божества, бессмертные, будды и бодхисаттвы.